# Frères toxiques
Pour plus de détails, voir Fiche technique et Distribution.
Frères toxiques (Don't Tell A Soul) est un thriller dramatique américain écrit et réalisé par Alex McAulay, sorti en 2020,.

## Synopsis
Joey, 14 ans et Matt, 17 ans, sont deux frères différents. Leur mère, étant atteinte d’un grave cancer atténuant son énergie, est très fatiguée et compte sur ses fils solitaires. Un jour, après avoir volé de l’argent à un voisin, un policier poursuit les deux frères et tombe dans un profond puits abandonné. Par empathie, Joey aide le policier à sortir du trou, mais la personnalité sulfureuse et violente de Matt veut à tout prix l’en empêcher, creusant un fossé dans la relation des deux jeunes frères. Alors que Joey fait connaissance avec le policier, des rumeurs sur celui-ci circulent et de terribles secrets refont surface, mettant en doute la réelle identité du policier…

## Fiche technique
- Titre original : Don't Tell A Soul
- Titre français : Frères Toxiques
- Réalisation et scénario : Alex McAulay
- Musique : Joseph Stephens (en)
- Montage : Ben Baudhuin
- Photographie : Guillermo Garza
- Décors : Nora Takacs Ekberg
- Effets visuels : Michael Matzur
- Production : Matt Bronson, Chris Mangano, John Neace, Max Neace et Steve Poe
- Société de production : Saban Films, Unbridled Film, Mangano Movies & Media
- Société de distribution : Lionsgate (États-Unis), Universal Pictures (France)
- Pays de production :  États-Unis
- Dates de sortie[4] :
  - États-Unis : 8 septembre 2020 (Festival de Tribeca)
  - France : 12 juillet 2021 (VàD)

## Distribution
Sauf indication contraire ou complémentaire, les informations mentionnées dans cette section proviennent du générique de fin de l'œuvre audiovisuelle présentée ici.
- Jack Dylan Grazer (VF : Tom Trouffier) : Joey
- Fionn Whitehead : Matt
- Mena Suvari (VF : Edwige Lemoine) : Carol, la mère
- Rainn Wilson : Dave Hamby[2]

 Source et légende : version française (VF) sur RS Doublage